# Giri Mulyo (Belitang Jaya)
Giri Mulyo is een bestuurslaag in het regentschap Ogan Komering Ulu van de provincie Zuid-Sumatra, Indonesië. Giri Mulyo telt 1001 inwoners (volkstelling 2010).